# Sigma Hydrae
Minchir eller Sigma Hydrae (σ Hydrae, förkortat Sigma Hya, σ Hya)  är en ensam stjärna belägen i den nordvästra delen av stjärnbilden Vattenormen. Den har en skenbar magnitud på 4,48 och är synlig för blotta ögat där ljusföroreningar ej förekommer. Baserat på parallaxmätning inom Hipparcosuppdraget på ca 8,8 mas, beräknas den befinna sig på ett avstånd på ca 370 ljusår (ca 114 parsek) från solen. På det beräknade avståndet minskas den skenbara magnituden med 0,16 enheter genom en interstellär skymningsfaktor på grund av mellanliggande stoft.

## Nomenklatur
Sigma Hydrae har det traditionella namnet Minchir, som förekommer som Minchir es-schudscha' i Bodes stora stjärnatlas, Uranographia och som kommer från det arabiska Minkhir al-Shuja, " Vattenormens näsborre", för denna stjärna. 
År 2016 anordnade International Astronomical Union en arbetsgrupp för stjärnnamn (WGSN) med uppgift att katalogisera och standardisera riktiga namn för stjärnor. WGSN fastställde namnet Minchir för Sigma Hydrae i september 2017 och det ingår nu i IAU:s Catalog of Star Names.
Sigma Hydrae var, tillsammans med Delta Hydrae (Lisan al Shudja), Epsilon Hydrae, Zeta Hydrae, Eta Hydrae och Rho Hydrae, Ulug Begs Min al Az'al, "Tillhörande den obebodda platsen". (Enligt ett NASA-memorandum från 1971 var Min al Az'al eller Minazal titeln för fem stjärnor: Delta Hydrae som Minazal I, Eta Hydrae som Minazal II, Epsilon Hydrae som Minazal III, Rho Hydrae som Minazal IV och Zeta Hydrae som Minazal V.)

## Egenskaper
Sigma Hydrae är en orange till röd jättestjärna  av spektralklass K2 III. Den har en beräknad massa som är ca 3 gånger större än solens massa och utsänder från dess fotosfär ca 295 gånger mera energi än solen vid en effektiv temperatur av ca 4 500 K. Den uppmätta vinkeldiametern för stjärnan är, efter korrigering för randfördunkling, 2,25 ± 0,03 mas. vilket på det uppskattade avståndet ger en radie för srjärnan på ca 28 gånger solens radie.